# أولغا فيمتالكوفا
أولغا فيمتالكوفا (بالتشيكية: Olga Blahotová)‏ مواليد 24 يناير 1976 في تشيكوسلوفاكيا، هي لاعبة كرة مضرب تشيكية سابقة بدأت مسيرتها كمحترفة سنة 1994، اعتزلت اللعب في 2012. أعلى تصنيف لها في الفردي كان 143. أعلى تصنيف لها في الزوجي كان 82.

## النهائيات

### الزوجي: 2 (الوصافة 2)
| الحصيلة | الرقم | التاريخ      | الدورة                        | الأرضية | الشريك             | المنافس                          | النتيجة            |
| ------- | ----- | ------------ | ----------------------------- | ------- | ------------------ | -------------------------------- | ------------------ |
| الوصافة | 1.    | 1 مارس 2004  | بطولة أكابولكو للتنس، المكسيك | ترابية  | غابرييلا شيملينوفا | ليزا مكشيا ميلاغروس سيغويرا      | 6–2, 6–7(5–7), 4–6 |
| الوصافة | 2.    | 12 مارس 2004 | البرتغال المفتوحة، البرتغال   | ترابية  | غابرييلا شيملينوفا | إيمانويل جالياردي جانيت هوساروفا | 3–6, 2–6           |

## روابط خارجية
- أولغا فيمتالكوفا على موقع رابطة محترفات التنس (الإنجليزية)
- أولغا فيمتالكوفا على موقع الاتحاد الدولي لكرة المضرب (الإنجليزية)
- أولغا فيمتالكوفا على موقع خلاصة التنس.كوم (الإنجليزية)